# 小行星99942
小行星99942（99942 Apophis，中文又译毁神星、死神星或阿波菲斯，临时编号2004 MN4）是一颗近地小行星。最初（从2004年6月19日发现直到2004年12月27日）共近200次观测表明，这颗小行星将于GMT+8时间2029年4月14日4时49分到达距离地球东半球+3~+10區最近位置，於GMT+8時間当日5时20分左右与地球相撞概率為1/37（2.7%）。若发生撞击，将释放6.4×1018焦耳能量，相当于15.3亿公吨TNT炸药爆炸释出的能量。
类似撞击事件在地球上平均每31000年发生一次。最近的观测则认为在2044年或2053年12月28日可能发生撞击事件（但概率不足以发布警报）。

## 发现
2004 MN4是2004年6月19日由NASA赞助的夏威夷大学在亚利桑那州基特峰國立天文台小行星研究的罗伊·塔克（Roy Tucker），大衛·J·托倫和法伯瑞兹欧·伯纳德（Fabrizio Bernardi）发现的。这个小组追蹤了2004 MN4两个晚上。

## 命名

示意图

這顆小行星被發現時，被稱為2004 MN4，當人們清楚計算出它的軌道后，它便獲得“99942”這個永久編號（2005年6月24日），也是唯一一顆在數十年內有撞擊地球機會且擁有永久編號的天體。至7月19日，該天體被命名為「阿波菲斯，是古埃及黑暗、混亂及破壞之神Apep的希臘文名稱。
阿波菲斯也出自科幻片《星际之门：SG1》的早期主要反派，剧中他曾派了舰队攻击地球。幸好主角们最后成功阻止了他，炸毁了他的舰队。爆炸在天空发出了耀目的光，而有关当局为了不引起民众恐慌就把这一事件对外称为小行星撞击，在大气层摩擦燃烧引致。而“99942”的发现者们也是此剧的爱好者。

## 基本参数

示意图

“阿波菲斯”属于一个名为“阿登型”的小行星群，其轨道的半長轴小于1个天文单位。这颗小行星围绕太阳运行的轨道周期大约是323天，每当其接近和离开太阳时，其轨道会与地球轨道相交。
基于對“阿波菲斯”亮度的观测，其大小大约估计415（1,362英尺），另有数据指出为320（1,050英尺）。质量大约估计为1 E10（4.6×1010）千克。
2004年12月28日，美国国家航空航天局（NASA）的科学家计算出它将在2029年4月13日距离地球表面仅58,000（36,000英里）。
GMT+8時間2004年12月28日，近地小行星项目将这颗小行星撞击地球的概率调低至0.0018%，中午又调高至0.0038%，可以认为这颗小行星不会与地球相撞。但据北京时间2004年12月28日早晨更新的历表计算，这颗小行星位于最概然近地点时，距离地球表面仅57,707（35,857英里），到达这个位置的时间是北京时间2029年4月14日4时50分。
这颗小行星在接近地球的过程中肉眼可见，在北京附近，这颗小行星将于北京时间2029年4月13日20时40分视星等超过6.0等，此时位于南偏东44°方向。小行星将于23时41分到达最大地平高度30.09°，此时位于南偏西7°方向，视星等5.3等。此后小行星的高度将逐渐降低，并且继续向西移动，亮度进一步增加。小行星的亮度将于降到地平线附近时达到最高，此时的视亮度可达4.7等，时间为次日3时20分，位于南偏西84度。考虑上述因素，这颗小行星在北京地区的最佳观测时间应为2029年4月14日凌晨1时半至2时半左右。
最新观测发现阿波菲斯很有可能错过临界点因此不与地球或月球相撞。阿波菲斯杜林危險指數于2006年8月5日由一级回落至零级。至2006年8月19日止，阿波菲斯于2036年4月13日的撞击機率约为四万五千分之一下降到约一百万分之四。

### 最初估计
- NASA于2004年12月24日估计阿波菲斯撞击地球機率为233分之一。阿波菲斯杜林危險指數为二级。阿波菲斯成为第一个获得近地二级杜林危險指數的小行星。
- 当天晚些时候，基于64个观测结果，撞击地球機率上升至62分之一 (1.6%)，导致其杜林危險指數上升至四级。
- 2004年12月25日，撞击地球機率上升至42分之一 （2.4%），当天晚些时候回落至45分之一 （基于101个观测结果）。
- 2004年12月27日，撞击地球機率上升至37分之一 （2.7%），基于176个观测结果。
- 2004年12月27日下午，基于更多的观测结果，更加精准的计算表明此小行星2029年的平均撞击機率为0.004%，导致其杜林危險指數回落至零级（无危害）。
- 2004年12月28日12:23 GMT，基于139个观测结果，计算表明此小行星2044-04-13.29和2053-04-13.51的杜林危險指數为一级。
- 2004年12月28日01:10 GMT，基于139个观测结果，计算表明此小行星只有2053-04-13.51的杜林危險指數为一级。
- 2004年12月30日13:46 GMT，基于157个观测结果，计算表明此小行星最大撞击機率只有7,143,000分之一。
- 2005年1月27日至28日，极为精确雷达观测结果表明2029年小行星离地距离为5.6个地球半径，约为原观测结果的1.5倍。
- 阿波菲斯杜林危險指數于2006年8月5日由一级回落至零级。

## 業餘計算
2008年4月15日，報導指出十三歲的德國少年尼可馬夸特（Nico Marquardt）考量阿波菲斯在2029年4月13日接近地球時，撞擊運行中同步軌道人造衛星的可能性，導致阿波菲斯的運行軌道因此改變，將阿波菲斯撞擊地球的機率修正為450分之1。據信，歐洲太空總署和美國航太總署亦確認了該少年所計算的撞擊機率。但是美國航太總署在一份官方聲明中否認曾經與馬夸特接觸，並且於該聲明中說明，根據阿波菲斯接近地球的軌跡與地球赤道間的角度，阿波菲斯將不會穿越赤道同步軌道人造衛星所運行的地帶，同時由於小行星與人造衛星兩者間懸殊的尺寸差異，即使發生撞擊也不會對阿波菲斯的運行軌道有顯著影響。美國航太總署於2008年4月16日的新聞稿中再次確認該署預測阿波菲斯在2036年撞擊地球的機率45,000分之1仍舊有效。

## 若撞击可能的後果
根據目前的計算，一般相信这颗小行星不会与地球相撞，但如果撞擊真的會發生，可能會引起以下的後果：
- NASA估计2004 MN4若撞击地球将释放出1480兆吨TNT（比美国在日本广岛投下的小男孩原子弹能量大114000倍）的能量。产生巴林傑隕石坑或类似通古斯事件後果的物体大约只有10-20兆吨级，而1883年喀拉喀托火山（即腊卡塔火山）的喷发大约200兆吨级。

- 任何的撞击产生的准确后果的估计要视具体小行星的成分，撞击地点和角度而定。目前的技术只能将撞击的范围限定在几千平方千米内的一块区域内，但若撞击应该不会造成如撞击冰纪那样长期持续的全球性影响。

- 對撞击时间的预测为UTC时间21:21，那时小行星将会脱离原轨道逼近地球轨道，撞击很可能发生在东半球（协调世界时+3区至协调世界时+10区内）。

- 撞击的速度将高达每秒12.59公里。

## 俄羅斯的防撞對策
2009年12月30日，俄羅斯太空總署署長貝米諾夫（Anatoly Perminov）表示，俄羅斯將舉行一場閉門會議，由科學家研究該如何防止小行星99942（Apophis），萬一在2036年撞上地球。據與會人士所說：「我們所關心的是人類的性命，花費數億美元建立防止碰撞系統，總比等到無數人喪生好。」

## 流行文化
2011年的电子游戏《狂怒》及其衍生系列，即是以本小行星于2029年撞击地球导致人类文明大部分毁灭为前提的架空作品。